# Brosimum gaudichaudii
Brosimum gaudichaudii  es una especie de árbol del género Brosimum, de la familia de las Moraceae de las angiospermas, que incluye en el género los Ficus y las moreras. Es endémica de  Brasil y Bolivia.

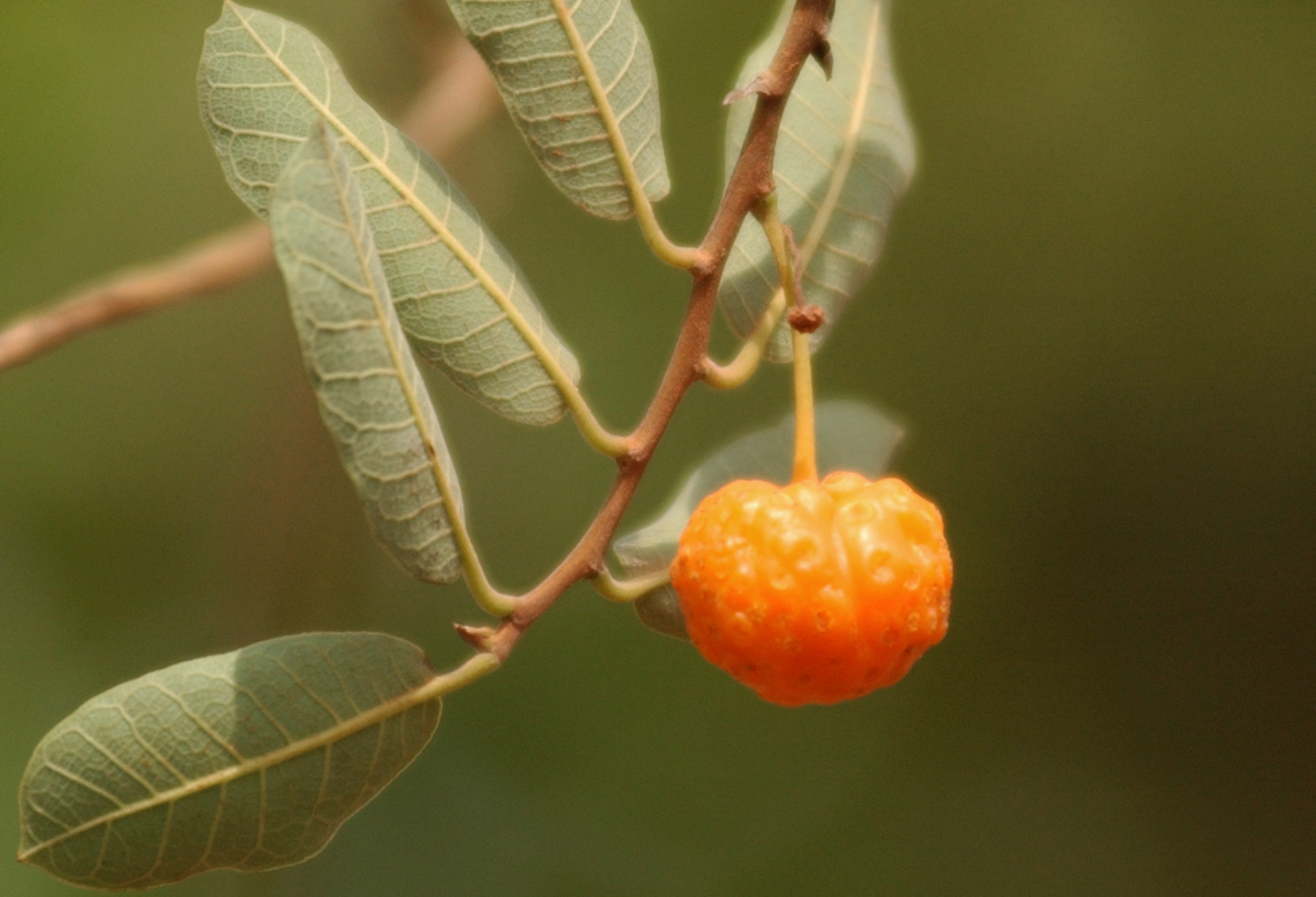
Fruto

## Descripción
Es un arbusto lechoso y pequeño muy común en la zona del Cerrado del medio oeste de Brasil. Es cilíndrico, con ramas estriadas oscuras y hojas duras, elípticad u oblongas, sin pelo en la parte superior y pubescentes en el envés. Tiene las flores reunidas en un receptáculo globoso, en la axila de las hojas y frutas de color amarillo-naranja, similar a los pechos de una perra, con cerca de dos pulgadas de diámetro.

## Propiedades medicinales
El ingrediente activo encontrado en la planta es una furocumarina, el "bergapten", presente en las raíces, corteza y fruto verde. Se utiliza principalmente en el tratamiento de vitíligo y otras enfermedades que causan despigmentación.

## Usos / Indicaciones
Bronquitis, discromías, la gripe, la sangre mala circulación, pieles con vitiligo u otras manchas, úlcera de estómago, resfriados. Y contra varias otras enfermedades

## Taxonomía
Brosimum gaudichaudii fue descrita por Auguste Adolphe Lucien Trécul y publicado en Annales des Sciences Naturelles; Botanique, sér. 3 8: 140. 1847.
Sinonimia
- Alicastrum gaudichaudii (Trécul) Kuntze
- Brosimum glaucifolium Ducke
- Brosimum pusillum Hassl.
- Piratinera gaudichaudii (Trécul) Ducke[2]